# Actéon (1929)
Actéon (Q149) – francuski oceaniczny okręt podwodny z okresu międzywojennego i II wojny światowej, jedna z 31 jednostek typu Redoutable. Okręt został zwodowany 10 kwietnia 1929 roku w stoczni Ateliers et Chantiers de la Loire w Nantes, a do służby w Marine nationale wszedł w grudniu 1931 roku. Podczas wojny jednostka pełniła służbę na Morzu Śródziemnym i Atlantyku, a od zawarcia zawieszenia broni między Francją a Niemcami znajdowała się pod kontrolą rządu Vichy. 8 listopada 1942 roku okręt został zatopiony nieopodal Oranu przez brytyjski niszczyciel HMS „Westcott”.

## Projekt i budowa
„Actéon” zamówiony został na podstawie programu rozbudowy floty francuskiej z 1926 roku. Projekt (o sygnaturze M6 ) był ulepszeniem pierwszych powojennych francuskich oceanicznych okrętów podwodnych – typu Requin. Poprawie uległa krytykowana w poprzednim typie zbyt mała prędkość osiągana na powierzchni oraz manewrowość. Posiadał duży zasięg i silne uzbrojenie; wadą była ciasnota wnętrza, która powodowała trudności w dostępie do zapasów prowiantu i amunicji. Konstruktorem okrętu był inż. Jean-Jacques Roquebert.
„Actéon” zbudowany został w stoczni Ateliers et Chantiers de la Loire w Nantes . Stępkę okrętu położono 20 lipca 1927 roku , a zwodowany został 10 kwietnia 1929 roku.

## Dane taktyczno–techniczne
„Actéon” był dużym, oceanicznym okrętem podwodnym o konstrukcji dwukadłubowej. Długość całkowita wynosiła 92,3 metra (92 metry między pionami), szerokość 8,2 metra i zanurzenie 4,7 metra. Wyporność standardowa w położeniu nawodnym wynosiła 1384 tony (normalna 1570 ton), a w zanurzeniu 2084 tony. Okręt napędzany był na powierzchni przez dwa silniki wysokoprężne Sulzer o łącznej mocy 6000 KM. Napęd podwodny zapewniały dwa silniki elektryczne o łącznej mocy 2000 KM. Dwuśrubowy układ napędowy pozwalał osiągnąć prędkość 17 węzłów na powierzchni i 10 węzłów w zanurzeniu. Zasięg wynosił 10 000 Mm przy prędkości 10 węzłów w położeniu nawodnym (lub 4000 Mm przy prędkości 17 węzłów) oraz 100 Mm przy prędkości 5 węzłów w zanurzeniu. Zbiorniki paliwa mieściły 95 ton oleju napędowego . Dopuszczalna głębokość zanurzenia wynosiła 80 metrów, a czas zanurzenia 45-50 sekund. Autonomiczność okrętu wynosiła 30 dób .
Okręt wyposażony był w siedem wyrzutni torped kalibru 550 mm: cztery na dziobie i jeden potrójny zewnętrzny aparat torpedowy. Prócz tego za kioskiem znajdował się jeden podwójny dwukalibrowy (550 lub 400 mm) aparat torpedowy . Na pokładzie było miejsce na 13 torped, w tym 11 kalibru 550 mm i dwie kalibru 400 mm . Uzbrojenie artyleryjskie stanowiło działo pokładowe kalibru 100 mm M1925 L/45 oraz zdwojone stanowisko wielkokalibrowych karabinów maszynowych Hotchkiss kalibru 13,2 mm L/76 .
Załoga okrętu składała się z 4 oficerów oraz 57 podoficerów i marynarzy.

## Służba
„Actéon” został przyjęty do służby w Marine nationale 18 grudnia 1931 roku  . Jednostka otrzymała numer burtowy Q149 . W momencie wybuchu II wojny światowej okręt pełnił służbę na Morzu Śródziemnym, wchodząc w skład 3. dywizjonu 3. eskadry 1. Flotylli okrętów podwodnych w Tulonie . Dowódcą jednostki był w tym okresie kpt. mar. L.L.M. Boulat, a okręt znajdował się w remoncie, który zakończył się 1 grudnia 1939 roku . 15 września 1939 roku dowództwo jednostki objął kpt. mar. J.C.G. Clavieres . W czerwcu 1940 roku okręt znajdował się w Bejrucie w składzie 3. dywizjonu okrętów podwodnych, a jego dowódcą był nadal kpt. mar. J.C.G. Clavieres . 10 czerwca, po wypowiedzeniu wojny przez Włochy jednostka opuściła bazę, udając się na patrol w rejon archipelagu Dodekanez . W wyniku zawieszenia broni „Actéon” znalazł się pod kontrolą rządu Vichy w składzie 3. grupy okrętów podwodnych w Tulonie, gdzie został rozbrojony .
10 kwietnia 1941 roku „Actéon” opuścił Tulon i w towarzystwie bliźniaczych jednostek „Henri Poincaré” i „Fresnel” pokonał Cieśninę Gibraltarską i dotarł 16 kwietnia do Casablanki (w eskorcie awiza „La Batailleuse”) . 28 lipca 1941 roku „Actéon” wraz z krążownikami „Gloire” i „Georges Leygues” wziął udział w próbie przechwycenia norweskiego parowca „Lidvard” (4785 BRT), który uciekł z Dakaru i chroniony przez brytyjskie niszczyciele HMS „Highlander” i HMS „Boreas” dotarł do Freetown .
8 listopada 1942 roku „Actéon” wraz z bliźniaczym „Fresnelem” i „Argonaute” wziął udział w próbie odparcia desantu aliantów na Oran, jednak nieopodal Arziw jednostka została wykryta i zaatakowana bombami głębinowymi przez brytyjski niszczyciel HMS „Westcott” . W wyniku ataku francuski okręt został zatopiony wraz z całą załogą .